# Baaora tortuosa
Baaora tortuosa är en insektsart som först beskrevs av Irena Dworakowska 1979.  Baaora tortuosa ingår i släktet Baaora och familjen dvärgstritar. Inga underarter finns listade i Catalogue of Life.